# Dødsdrømmen
Dødsdrømmen er en dansk stum romantisk dramafilm fra 1912 produceret af Nordisk Films Kompagni og instrueret af August Blom efter manuskript af Ludvig Jensen. Filmens hovedroller spilles af Adam Poulsen og Christel Holch.
Filmen havde dansk premiere den 8. august 1912 i Biograf-Theatret og blev i engelsktalende lande distribueret som A Dream of Death.

## Handling
En mand venter utålmodigt på at hustruen kommer hjem fra teatret. Han ser hende sammen med en anden mand, der giver hende en note. Han bliver grebet af jalousi og bliver rasende og er tæt på at kvæle den sovende hustru, men besinder sig. Han falder i søvn, og drømmer, at han har slået hustruen ihjel, og at han er på flugt fra loven. Han bliver arresteret og dødsdømt, og placeret i en guillotine, men vågner lige da kniven skal falde. Han besinder sig og beder hustruen om forladelse. Hustruen tilgiver ham, og det viser sig, at manden, der fulgte hende hjem, var hustruens bror.

## Medvirkende
- Adam Poulsen som Legationsråd Hammer
- Frederik Jacobsen som Præst
- Christel Holch som Jessie Hammer
- Otto Lagoni
- Aage Lorentzen
- Carl Petersen
- Nicolai Brechling, som Carlo, Jessies bror